# Staurochilus fasciatus
Staurochilus fasciatus är en orkidéart som först beskrevs av Heinrich Gustav Reichenbach, och fick sitt nu gällande namn av Henry Nicholas Ridley. Staurochilus fasciatus ingår i släktet Staurochilus och familjen orkidéer. Inga underarter finns listade i Catalogue of Life.

## Bildgalleri

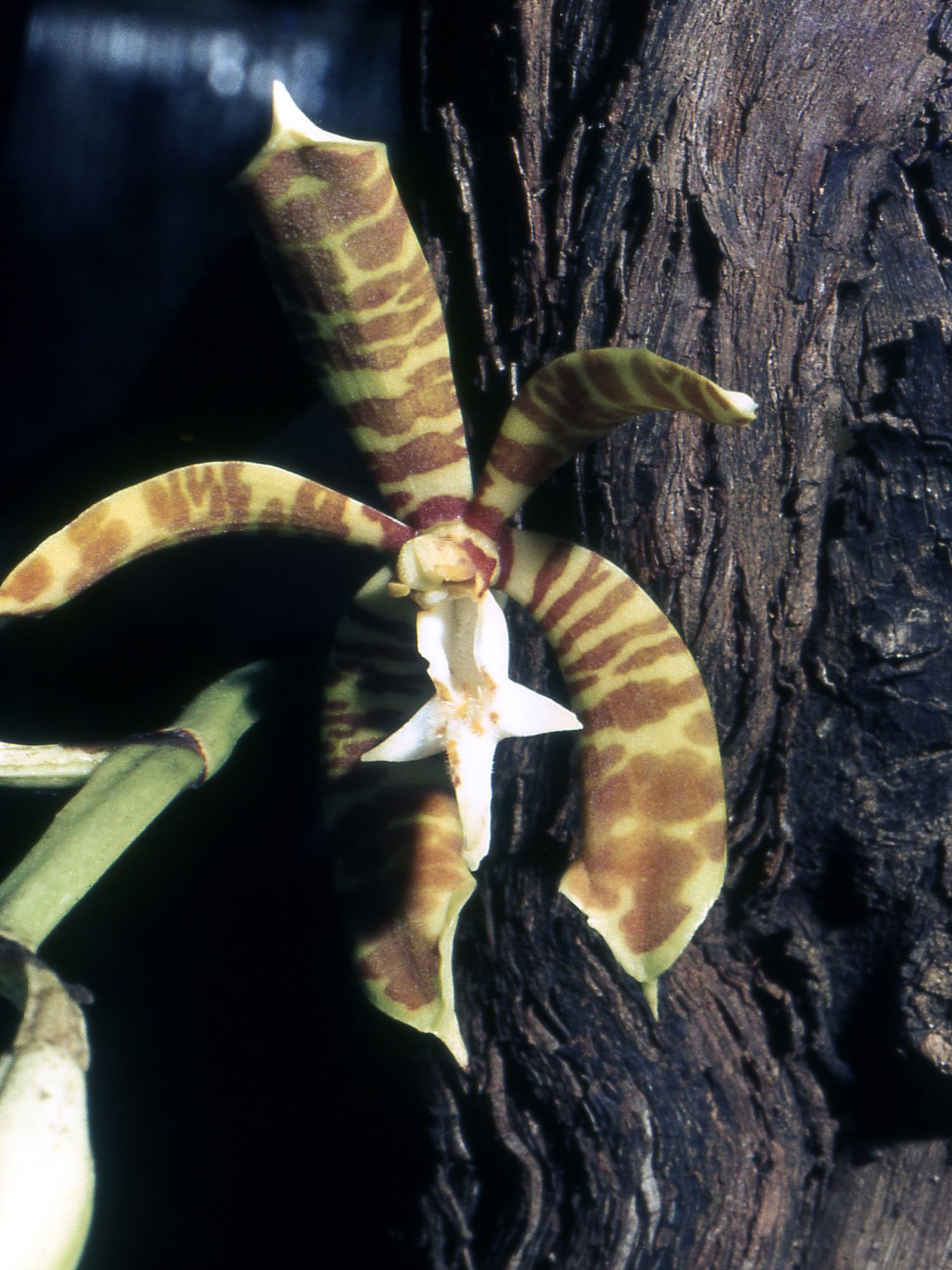
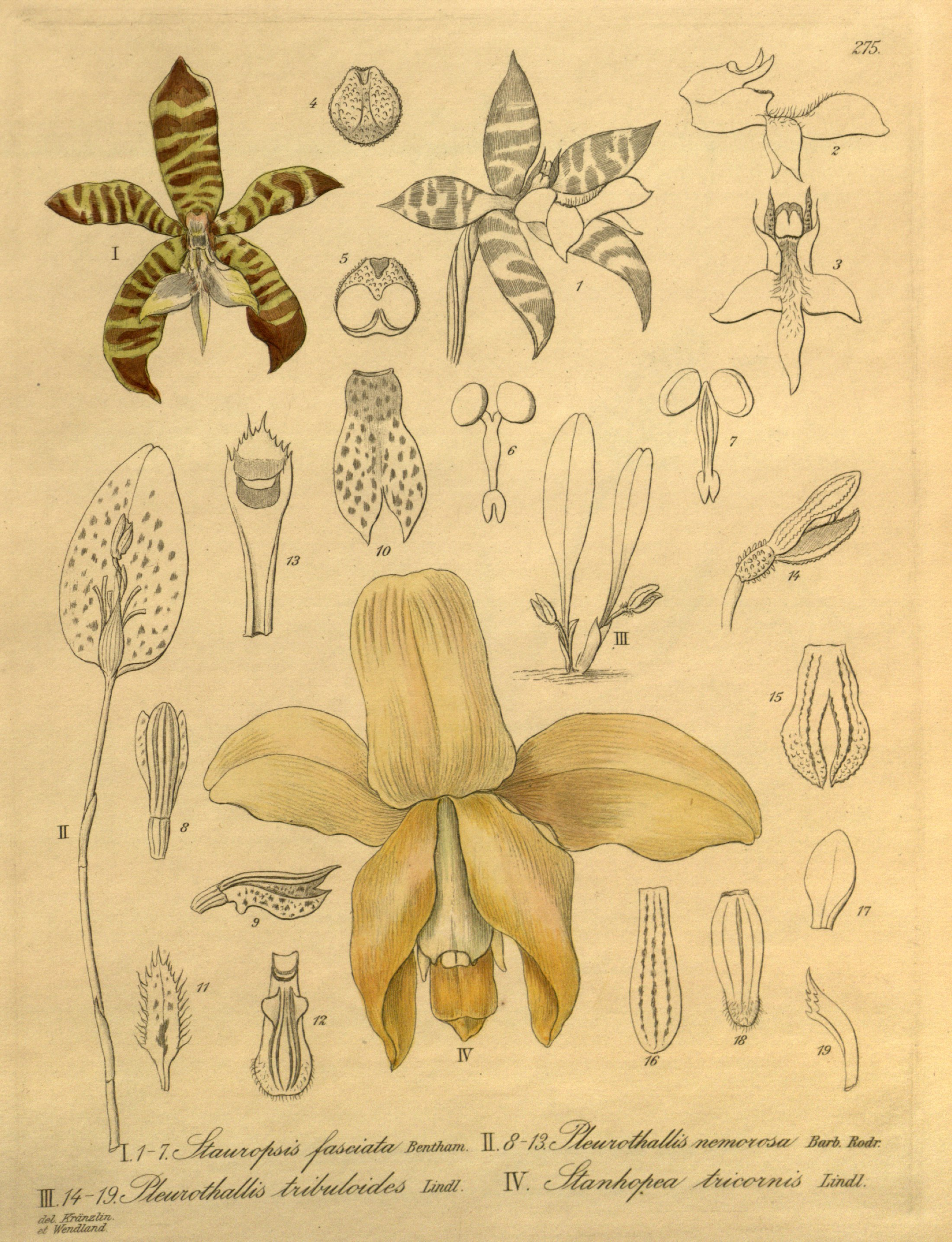